# Song Woga
Song Woga ou Songwoga est un village du Cameroun, rattaché à la commune de Pouma, situé dans le département de la Sanaga-Maritime et la région du Littoral, situé sur la route de Pouma à Edéa, à 2 km de Pouma.

## Population et développement
En 1967, la population de Song Woga était de 157 habitants, essentiellement des Bassa. La population de Song Woga était de 332 habitants dont 180 hommes et 152 femmes, lors du recensement de 2005.